# 佩德罗·萨拉维亚
佩德罗·萨拉维亚（西班牙語：Pedro Sarabia，1975年7月5日—），巴拉圭男子足球运动员，司职后卫。他曾代表巴拉圭国家队参加1998年和2002年国际足联世界杯，两届比赛均止步十六强赛。